# 小野沢勝太郎
小野沢 勝太郎（おのざわ かつたろう、1891年〈明治24年〉1月5日 - 1975年〈昭和50年〉3月1日）は、長野県小県郡東部町滋野原口（現・東御市）出身の実業家・政治家。小野沢興行株式会社会長。島根県議会議員（1期）。息子の小野沢明男は益田市議会議長・益田商工会所会頭。

## 経歴
1891年（明治24年）1月5日、長野県小県郡東部町滋野原口（現・東御市）に生まれた。父は小野沢勝次郎であり、勝太郎は5人兄弟の長男だった。小野沢家は規模の小さな農家であり、小野沢は小学校に4年間しか通っていない。

### 的屋としての成功
16歳の時には家出して東京に出た。まずは専売局の下請け工場に務めたが、新聞配達、牛乳配達、土方人夫と様々な職業を転々とした。17歳になると露天商に興味を見出し、栃木県に地盤を持つ大島組に住み込むと、いわゆる的屋としてガマの油売りなどを行った。宣伝中には商売道具のマムシに噛みつかれたことがあったが、豪胆な小野寺はカミソリを用いて自分で指の肉を削り落としてしまった。
20歳を迎える頃には「大島の小野沢」として知られるようになっていた。この頃には長野県小県郡上田町で徴兵検査を受け、甲種合格となって新潟県高田市の第13師団に入隊した。除隊後には大島組に戻り、約10年に渡ってマムシとともに街商を続けた。

### 益田定着後

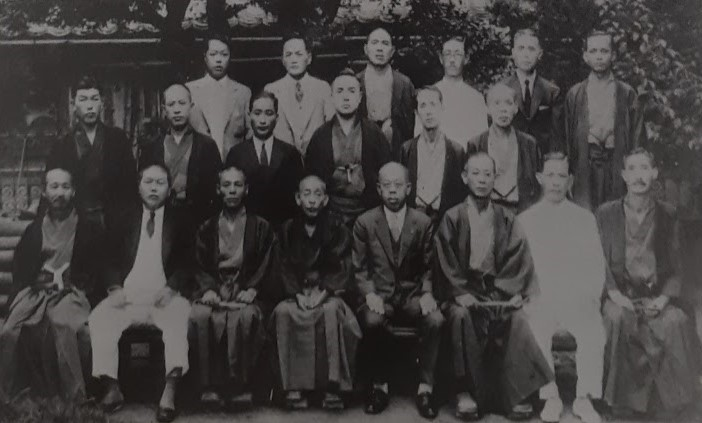
1933年の益田町会議員（後列左から3番目が小野沢）

29歳だった1920年（大正9年）、小野沢は初めて島根県美濃郡益田町を訪れた。益田町大下市にあった旅館の津和野屋を拠点とし、島根県内や下関方面までを範囲として商いを行った。1924年（大正13年）の第15回総選挙では俵孫一の選挙運動を手伝い、小野寺の義理堅さや正直さが周囲にも認められた。俵孫一派の参謀長は島根県会議員の横山正造だった。
1930年（昭和5年）10月、東部町滋野原口に長男の明男が生まれた。この頃には本格的に益田町に定住し、1932年（昭和7年）には益田の本田ヨネと所帯を持った。小野寺は行商で培った才覚を発揮し、雑貨店の「なんでも十銭ストア」などの商売で儲けた。新しい交通手段である輪タクの経営にも乗り出している。益田町役場で助役に「そんな文句は町会議員にでもなってからいうことだ」とあしらわれたことがきっかけで、1932年（昭和7年）には初めて益田町会議員選挙に立候補して初当選した。

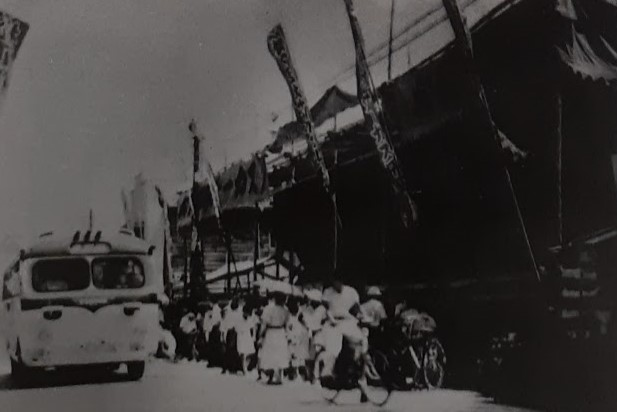
益田町を訪れた木下サーカス（1934年）

1934年（昭和9年）には日本一の曲馬団として知られる木下サーカスの誘致に成功した。小野沢興行の創業はこの年とされている。木下サーカスは1937年（昭和12年）まで毎年のように益田公演を行い、どの年も大入り満員の大成功だった。1936年（昭和11年）10月16日にはまだ珍しかった自動車運転免許を取得し、1650円でセダンの新車を買って乗り回した。1937年（昭和12年）12月25日には木下サーカスの儲け3000円を費やした新居を建設した。1938年（昭和13年）9月には浪曲師の2代目天中軒雲月（伊丹秀子）を益田町に招いて浪花節興行を行った。
1941年（昭和16年）に行われた益田町会議員選挙には、周囲に担ぎ出されて仕方なく立候補したが、大量得票で2位当選した。1942年（昭和17年）には300円を投じて製材所を開業したが、戦時統合などもあって失敗した。1943年（昭和18年）9月に益田地方が水害に遭った際には益田町会議員として奔走し、益田川の改修工事などを実現させた。同年には興行師として歌手の渡辺はま子一行を益田町に招いたり、1944年（昭和19年）には歌舞伎の中村梅玉一座を益田町に招くなどしている。

### 戦後

#### 興行師として
| 映画黄金期に小野沢興行が経営していた映画館 | 映画黄金期に小野沢興行が経営していた映画館 | 映画黄金期に小野沢興行が経営していた映画館 | 映画黄金期に小野沢興行が経営していた映画館 |
| 開館年                                     | 所在地                                     | 名称                                       | 支配人                                     |
| ------------------------------------------ | ------------------------------------------ | ------------------------------------------ | ------------------------------------------ |
| 1945年（昭和20年）                         | 益田市                                     | 中央劇場                                   | 河野正三                                   |
| 1947年（昭和22年）                         | 鹿足郡日原町                               | 日原春日座                                 | 河野正三                                   |
| 1951年（昭和26年）                         | 益田市                                     | 益田東映                                   | 河野正三                                   |

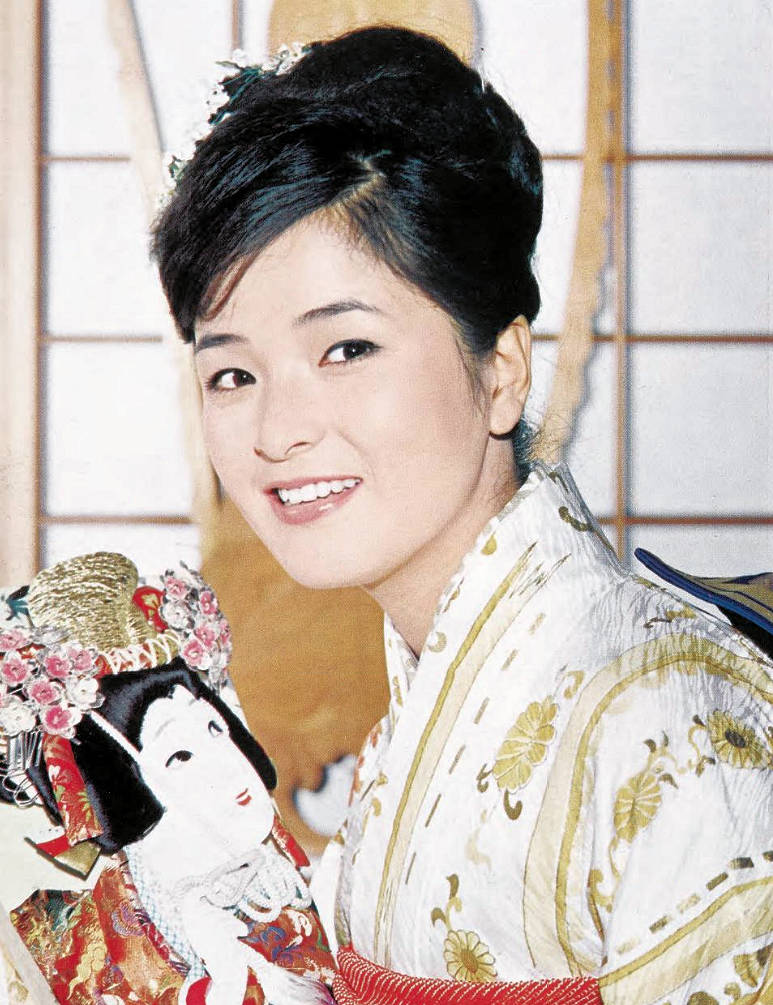
小野沢家にも訪れている倍賞千恵子

| 1957年（昭和32年）                         | 松江市                                     | 松江日活                                   | 児玉孝                                     |
| 1958年（昭和33年）                         | 益田市                                     | 第三映劇                                   | 河野正三                                   |
| 1958年（昭和33年）                         | 松江市                                     | スワン座                                   | 高岡亮三                                   |

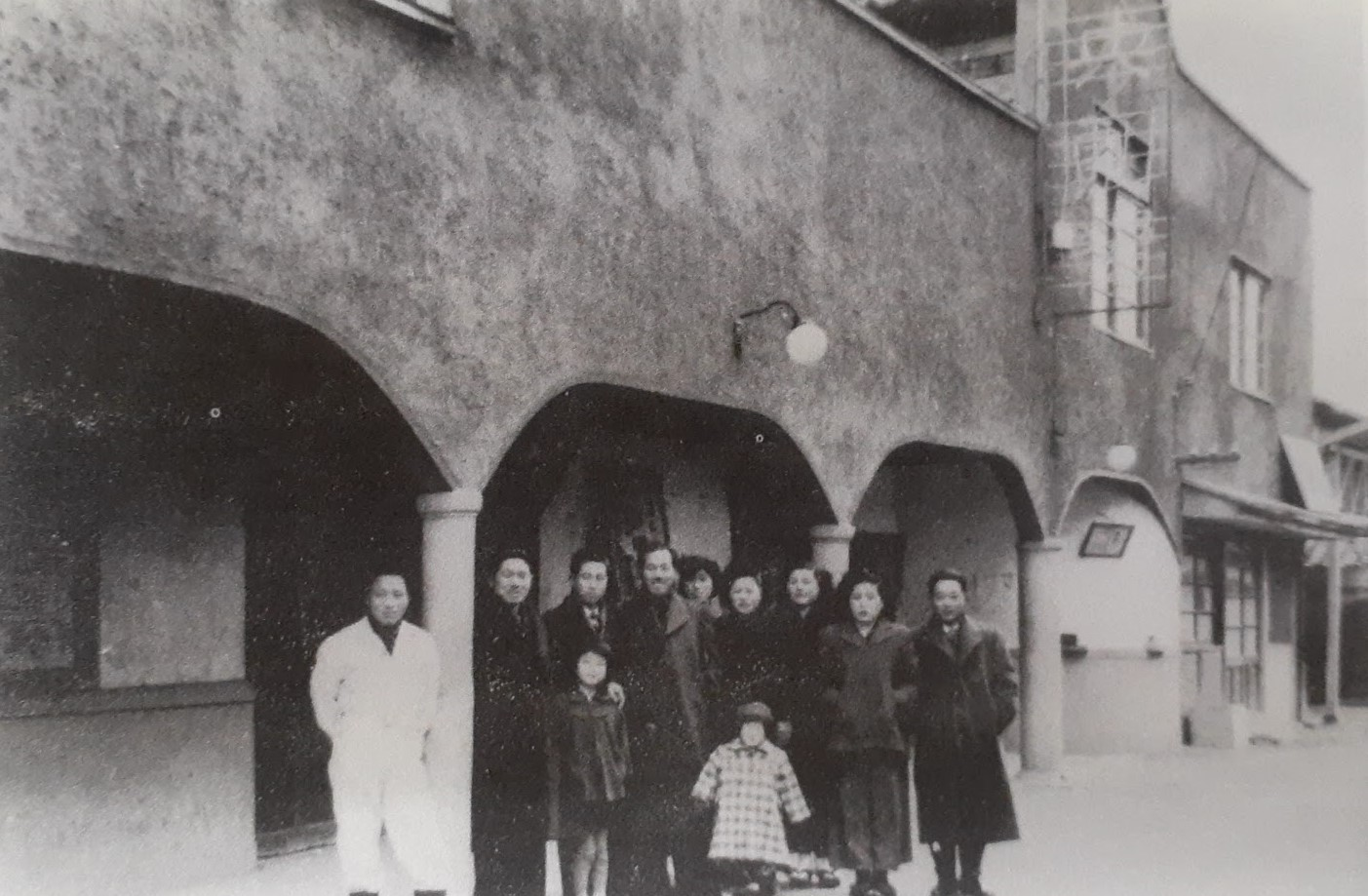
初めて開館させた劇場である中央劇場（1946年）

終戦からわずか3か月後の1945年（昭和20年）11月20日、製材工場を買収して中央劇場を開館させ、こけら落としには俳優の江川宇礼雄を招いた。戦前から興行師としてサーカスや著名人の招聘などを行っていたが、本格的に興行界に進出したのはこの時である。剣劇の広瀬誠や南条隆、松竹スターの高田浩吉や川崎弘子、大映スターの尾上菊太郎、喜劇の高瀬実一行、歌手の東海林太郎などが中央劇場に来演した。1947年（昭和22年）には島根県鹿足郡日原町に日原春日座も開館させ、日原春日座には歌舞伎の澤村宗十郎一座などが来演した。
1949年（昭和24年）、中央劇場を中央映劇に改称して映画常設館化し、大映・東映・日活と契約してこれらの作品を上映した。洋画ではセントラル映画社・NCCの作品も上映している。1950年（昭和25年）5月には「化け猫女優」の鈴木澄子を中央映劇に招き、漫才師の芦乃家雁玉と林田十郎も招いた。1951年（昭和26年）1月には長男の明男が入社し、映写技師として映画館経営に携わった。同年には第二中央劇場を開館させ、1954年（昭和29年）には第二中央劇場から益田東映に改称した。1957年（昭和32年）には中央映劇を冷暖房完備の鉄筋建築に建て替え、4月19日に東映シネマスコープ作品『鳳城の花嫁』でこけら落としした。
1954年（昭和29年）6月には浪曲師の梅原秀夫を招き、7月には吉田奈良丸、吉田一若、広沢虎造、浪花家辰造、木村若衛、東家浦太郎一行を招いた。この後も浪曲師としては真山一郎、中村富士夫、太田英夫、篠田実、芙容軒麗花、天光軒満月、近江源氏丸、春日井梅鶯、浪曲出身の歌手としては三波春夫、村田英雄などを益田町に招いている。
1957年（昭和32年）5月には松江市に進出して松江日活（松江中央劇場）を開館させた。1958年（昭和33年）には益田市須子のセントラルを買収して第三映劇に改称し、小野沢興行が経営する映画館は6館となった。1959年（昭和34年）に島根県興行環境衛生同業組合が設立されると、小野沢は理事長に推されて就任し、1960年（昭和35年）には全国興行環境衛生組合連合会理事にも就任した。
1960年（昭和35年）には日本の映画館数がピークを迎えたが、その後はテレビに押されて映画観客数が減少していった。1962年（昭和37年）12月31日には益田東映から出火して全焼し、1963年（昭和38年）1月には休館中だった日原春日座が積雪で倒壊した。75歳だった1965年（昭和40年）4月30日、社長の座を長男の小野沢明男に譲った。小野沢勝太郎の時代は個人企業だったが、同年6月には明男によって小野沢興行株式会社が設立され、勝太郎が会長に、明男が取締役社長に就任した。
1969年（昭和44年）3月には中央映劇を改装して特別席を設けた。映画黄金期の益田市では小野沢興行と橋本興行が映画館を二分していたが、1972年（昭和47年）には両社が邦画と洋画の選択権について話し合い、小野沢興行は邦画のみ、橋本興行は洋画のみの上映で合意に達した。
1974年（昭和49年）夏には益田市や津和野町でロケが行われた『男はつらいよ 寅次郎恋やつれ』を上映し、小野沢興行の映画館では久々の大ヒットとなったほか、倍賞千恵子が小野沢の自宅を表敬訪問した。1977年（昭和52年）には『犬神家の一族』ほか三本立で中央映劇における入場者数の記録を更新した。

#### 相撲興行

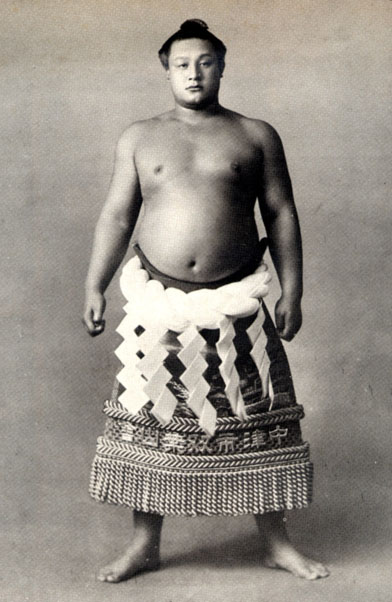
小野沢が益田町に招いた横綱双葉山

1946年（昭和21年）夏には前年に引退した横綱双葉山を益田町に招き、大関羽黒山と名寄山とともに引退興行大相撲を開催した。1949年（昭和24年）春には照国、羽黒山、前田山、東富士の4横綱を益田町に招き、大赤字ではあったものの見事な土俵入りを行った。同年10月には双葉山道場と井筒部屋を招いて合同大相撲を行った。
1954年（昭和29年）には羽黒山、照国、東富士の3横綱に加えて大関吉葉山ら350人を招いて大相撲益田場所を開催した。1962年には力道山のプロレス興行を行い、1968年（昭和43年）4月には横綱大鵬など500人を招いて大相撲益田場所を開催した。なお、大相撲史上未曾有の力士とされる雷電は小野寺と同じく滋野の出身である。

#### 政界での活動

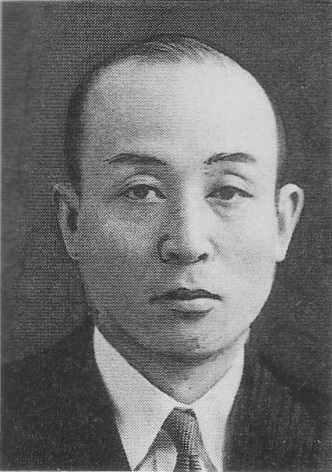
胸像建立の発起人筆頭となった櫻内義雄

1947年（昭和22年）4月には第1回統一地方選挙が開催され、小野寺は島根県議会議員に当選した。1951年（昭和26年）と1955年（昭和30年）の島根県議会議員選挙には落選し、以後は選挙に出馬することはなかったが、山本利寿や櫻内義雄などが出馬した際には選挙運動を応援した。1956年（昭和31年）には自由民主党の鳩山一郎総裁から感謝状を受けた。
故郷の東部町立東部中学校に10万円を、母校の東部町立滋野小学校に100万円を寄付したことで、1964年（昭和39年）には紺綬褒章を受章した。1965年（昭和40年）には益田市が市制10周年記念事業として益田市奨学基金を設けたが、この際にも益田市に100万円を寄付したことで、2年連続で紺綬褒章を受章した。
珍しいとされる2年連続受章を受けて、小野沢勝太郎翁寿像建設委員会が設立され、1965年（昭和40年）4月8日には益田市横田町の別邸に小野寺の胸像が除幕された。通産大臣の櫻内義雄、参議院議員の山本利寿や佐野広、前衆議院議員の中村英男、前島根県議会議長の室崎勝造など、錚々たる顔ぶれが発起人に名を連ねた。
1965年（昭和40年）、益田市高津町の高津柿本神社に柿本人麿の歌碑を奉納した。1920年（大正9年）に高津柿本神社の八朔祭で商いを行ったことが益田定住の起点だったことによる。

### 晩年
1967年（昭和42年）、小野沢は運転免許証を自発的に益田警察署に返納した。当時は運転免許の返納は珍しく、警察署長には「私の警察生活ではじめての体験で、免許証を出されたときには一瞬たまげた」「運転者の心構えを示したすがすがしい態度だ」と感激され、返納について『島根新聞』でも報じられた。
1970年（昭和45年）5月、益田市工業団地の一角に3億円を投資した石西パイルを設立してコンクリートパイルの製造を始めたが、間もなく行き詰って経営権を譲渡した。1971年2月には海外旅行でグアムを訪れ、9月には20日間に渡ってヨーロッパを訪れた。1974年（昭和49年）1月3日、妻のヨネが82歳で死去した。1975年（昭和50年）初頭には故郷の滋野原口区の名誉区民に推挙された。同年3月1日に84歳で死去し、中央劇場で葬儀が行われた。小野沢の遺言により、葬儀の際には酒盛りや万歳三唱が行われ、大人には樽酒が、子どもには飴玉が配られた。

### 小野沢興行のその後
小野沢興行株式会社が設立された1965年（昭和40年）頃には映画産業の斜陽化が進行したことで、昭和40年代は小野沢興行がボウリング業界に進出した。1966年（昭和41年）8月10日に開業した益田ボウリングは島根県2番目のボウリング場である。1972年（昭和47年）時点では4センター計86レーンを有する島根県最大のボウリング興行会社だったが、同年のピーク後にはボウリングブームが急速に減退したことで、小野沢興行はボウリング場を相次いで閉鎖した。
1974年（昭和49年）7月には益田ボウリングの一部にパチンコ台を設置し、小野沢興行初のパチンコ店である益田中央ホールが開店した。昭和50年代は小野沢興行がパチンコ業界に進出した時期である。1981年（昭和56年）6月11日には総合レジャービルの建設に着工し、11月22日には小野沢ビルが4階まで開業、12月20日には全館が開業した。小野沢ビルは益田市で最も高い建造物だった。

## 役職
- 1932年（昭和7年） 益田町会議員
- 1947年（昭和22年） 島根県議会議員
- 1952年（昭和27年） 益田市体育協会 会長
- 1959年（昭和34年） 島根県興行環境衛生同業組合 理事長
- 1960年（昭和35年） 全国興行環境衛生組合連合会 理事

## 受章
- 1964年（昭和39年） 紺綬褒章
- 1965年（昭和40年） 紺綬褒章